# Jewhen Schtembuljak
Jewhen Olehowytsch Schtembuljak (ukrainisch Євген Олегович Штембуляк, beim Weltschachbund FIDE Evgeny Shtembuliak; * 12. März 1999 in Odessa) ist ein ukrainischer Schachmeister.

## Leben
Schtembuljak zog als Vierjähriger mit seinen Eltern aus seiner Geburtsstadt Odessa nach Tschornomorsk, wo seine Eltern Anstellungen in der städtischen Verwaltung antraten. Er erlernte als Fünfjähriger die Schachregeln von seiner Mutter, die in ihrer Kindheit selbst erfolgreich an Turnieren teilgenommen hatte. Bald darauf wurde er Mitglied im örtlichen Schachklub, wo zunächst Wadim Belyj, anschließend der Internationale Meister Roman Tisewitsch seine ersten Trainer wurden.
Schtembuljak gewann zahlreiche nationale Jugendmeisterschaften der Ukraine, beginnend mit der U8-Kategorie. Er nahm regelmäßig als führender Jugendlicher seines Landes an Jugendwelt- und -europameisterschaften teil, bei denen er mehrere Medaillen in verschiedenen Kategorien gewann. Sein größter sportlicher Erfolg im Jugendbereich war sein Sieg bei der Juniorenweltmeisterschaft U20 im Jahr 2019 in Neu-Delhi.
Im Jahr 2016 wurde er Internationaler Meister, im Jahr 2019 Großmeister, nachdem er während des Jahres seine Normen bei verschiedenen Turniere in den Vereinigten Staaten von Amerika erfüllt hatte. Ende 2019 gewann er in Luzk erstmals die Landesmeisterschaft der Ukraine.
Seine Elo-Zahl beträgt 2620 (Stand: März 2020), damit liegt er auf dem 13. Platz der ukrainischen Elo-Rangliste. Seine bisher höchste Elo-Zahl war 2628 im März 2020.
Nach seinem Abitur studierte Schtembuljak in Moskau ein Jahr lang Sport und wechselte anschließend an die Texas Tech University in Lubbock, wo er seitdem Marketing studiert.